# Woolwich Dockyard

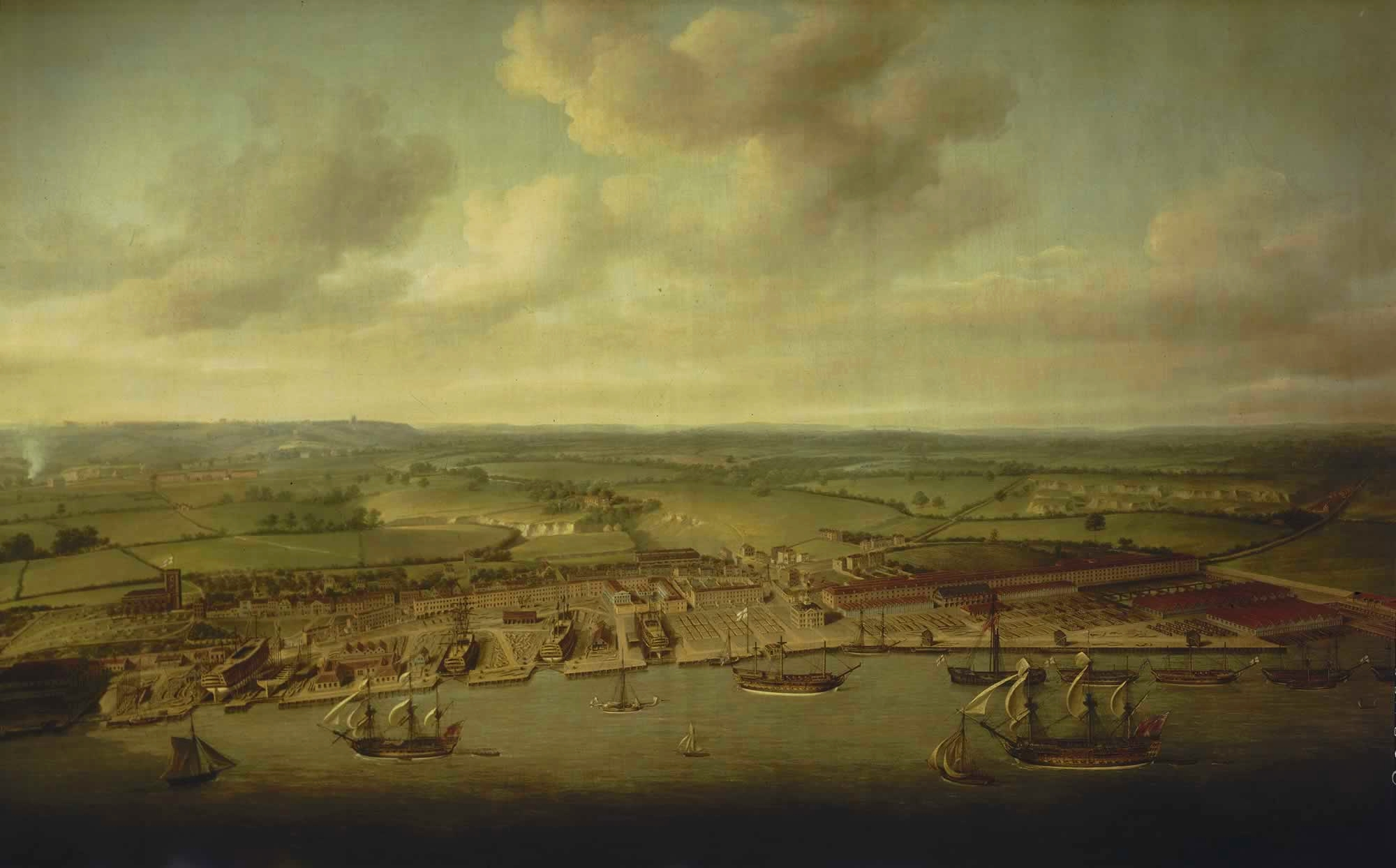
Woolwich Dockyard, Gemälde von Nicholas Pocock, 1790, National Maritime Museum in Greenwich

Die Woolwich Dockyard war eine britische Marinewerft, welche 1512 von Heinrich VIII. zum Bau des Flaggschiffes Henry Grâce à Dieu eingerichtet wurde.
Zu Beginn des 16. Jahrhunderts war London ein Zentrum der königlichen und kirchlichen Macht. Heinrich VIII. erweiterte Londons Bedeutung noch durch die Einrichtung der Royal Dockyards, Woolwich und Deptford, am Südufer der Themse, um sie in unmittelbarer Nähe zum Tower of London zu haben. Dadurch wurden Londons Verbindungen mit dem Meer und der gerade im Entstehen begriffenen Royal Navy verstärkt.

## Geschichte
Die beiden Werften entwickelten sich rasch zu einem Mittelpunkt des wirtschaftlichen Lebens, welche auch die umliegenden Gemeinden wirtschaftlich stärkte. Elisabeth I. erweiterte Marinewerft. So wurde beispielsweise 1553 eine Seilerei eingerichtet. Da die englischen Seeaktivitäten im 17. und 18. Jahrhundert noch anstiegen, wurden weiterhin Schiffe in der Woolwich Dockyard gebaut.
Es wurde für größere Schiffe aufgrund der nicht ausreichenden Tiefe der Themse immer schwieriger, Woolwich Dockyard anzulaufen. Trotzdem war die Woolwich Dockyard mit ihren Hafenanlagen, Lagern und Aufnahmekapazitäten noch immer ein wichtiger Bestandteil der Infrastruktur der Royal Navy. Vor allem während der Französischen Revolution und der Koalitionskriege liefen viele Schiffe Woolwich Dockyard an.

## Das Ende der Woolwich Dockyard
1830 beschloss die Royal Navy, nur noch kleine dampfbetriebene Schiffe in Woolwich zu bauen. Schließlich wurde der Bau der kleineren Schiffe nach Chatham ausgelagert. Einige Maschinen wurden ebenfalls von Woolwich Dockyard dorthin gebracht.
Als Woolwich Dockyard 1869 geschlossen wurde, traf die dortige Bevölkerung eine Reihe von Entlassungen. Die Not der Bevölkerung war sogar so groß, dass eine Unterstützungskasse für ein neues Leben in Kanada eingerichtet wurde. Es gab jedoch noch private Schiffbauer, so dass der Schiffbau an der Themse nicht vollkommen zum Erliegen kam.

## Namhafte auf der Woolwich Dockyard vom Stapel gelaufene Schiffe
- 1512–1514 Henry Grâce à Dieu
- 1637 Sovereign of the Seas, später umbenannt in Royal Sovereign
- 1655 Naseby, später umbenannt in Royal Charles
- 1701 Royal Sovereign
- 1756 Royal George
- 1809 Macedonian
- 1820 Beagle
- 1832 Royal Louise